# Erik Sundin i Hallen
Erik Sundin (i riksdagen kallad Sundin i Hallen), född 11 oktober 1846 i Hallens socken, död där 17 mars 1928, var en svensk handlare och politiker (liberal).
Erik Sundin, som var son till en torpare, var indelt soldat vid Jämtlands fältjägarkår 1866–1873, arbetare i Arvesund i Hallen 1874–1876 och därefter lanthandlare i Ytterhallen i samma kommun från 1877. Han var också aktiv i IOGT.
Han var riksdagsledamot i andra kammaren 1906–1908 för Jämtlands västra domsagas valkrets och tillhörde i riksdagen Frisinnade landsföreningens riksdagsgrupp Liberala samlingspartiet. Han var bland annat suppleant i tillfälliga utskottet 1906–1908.